# Miss Europe 1978

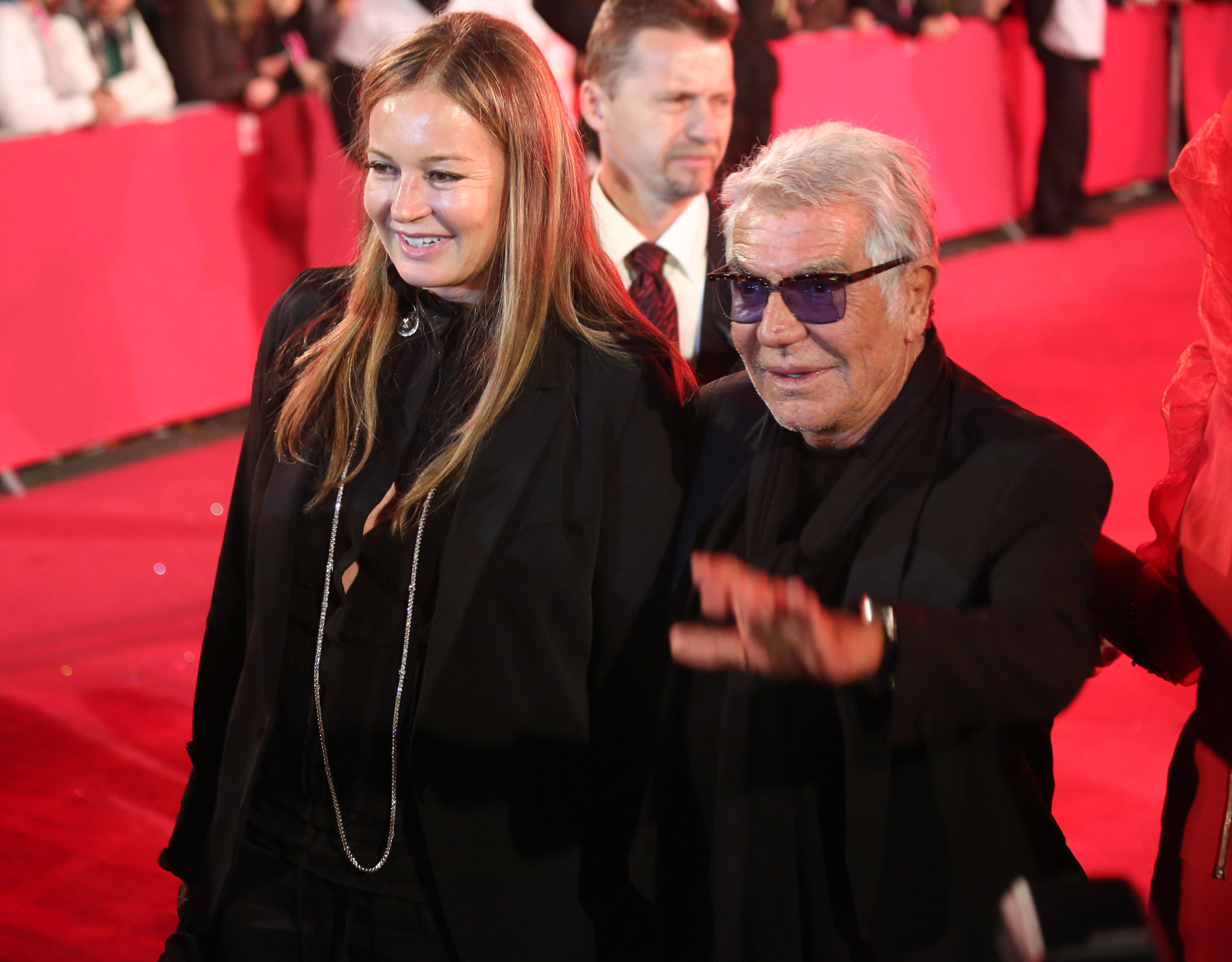
Miss Austria 1977 und Miss Europe 1978, Eva Cavalli geborene Düringer mit ihrem Ehemann (Bild von 2013)

Der Wettbewerb um die Miss Europe 1978 war der achtundzwanzigste seit 1948, den die Mondial Events Organisation (MEO) durchführte. (Die Veranstaltungen 1951 und 1975 waren ausgefallen). Die Organisation war von den Franzosen Roger Zeiler und Claude Berr ins Leben gerufen worden, hatte ihren Sitz in Paris und führte den Wettbewerb bis 2002 durch.
Die Kandidatinnen waren in ihren Herkunftsländern von nationalen Organisationskomitees ausgewählt worden, die mit der MEO Lizenzverträge abgeschlossen hatten.

## Miss Europe 1977/78

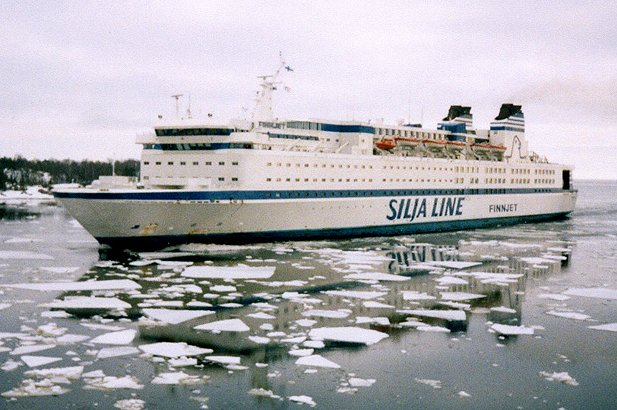
Die Schnellfähre Finnjet, Ort der Veranstaltung. Hier eine Aufnahme von 2004.

Die Veranstaltung war von 1977 auf den 15. März 1978 verschoben worden, so dass die MEO ihn als „Miss Europe 1977/78“ bezeichnete. Sie fand an Bord der Finnjet statt, dem damals schnellsten konventionellen Fährschiff der Welt, auf dem Weg von Helsinki nach Travemünde und zurück. Es gab 15 Bewerberinnen.
Der Nachfolgewettbewerb für 1979 wurde auf das Frühjahr 1980 verlegt.
| Land                    | Schreibweise bei Pageantopolis | Schreibweise in der Heimatsprache   | Teilnahme an weiteren Wettbewerben                                                |
| ----------------------- | ------------------------------ | ----------------------------------- | --------------------------------------------------------------------------------- |
| Platzierungen           |                                |                                     |                                                                                   |
| 1. Österreich           | Eva Maria Düringer             | Eva Maria Düringer                  | Miss Universe 1976                                                                |
| 2. BR Deutschland       | Dagmar-Gabriele Winkler        | Dagmar Winkler                      | Miss Universe 1973, Miss International 1977: Platz 2, Miss World 1977: Platz 3    |
| 3. England              | Sarah Louise Long              |                                     | Miss Universe 1977                                                                |
| 4. Island               | Gudbjörg Wilhjalmsdóttir       | Guðbjörg Vilhjálmsdóttir            | Miss Scandinavia 1978: Platz 5                                                    |
| 5. Finnland             | Maarit Ryhänen                 | Maarit Ryhänen                      |                                                                                   |
| Weitere Teilnehmerinnen |                                |                                     |                                                                                   |
| Belgien                 | Jacqueline Harmars             |                                     |                                                                                   |
| Frankreich              | Veronique Fagot                | Véronique Fagot                     | Miss Universe 1977, Miss World 1977: Semifinale, Miss International 1978          |
| Griechenland            | Maria Spantidaki               | Μαρία Σπαντιδάκη (Maria Spantidaki) | Miss Universe 1977                                                                |
| Holland                 | Caroline Hooft                 | Caroline Hooft                      |                                                                                   |
| Irland                  | Lorraine Bernadette Enriquez   | Lorraine Bernadette Enriquez        | Miss World 1977, Miss Universe 1978: Semifinale, Miss International 1978: Platz 5 |
| Italien                 | Emanuela Goggia                |                                     |                                                                                   |
| Norwegen                | Ashild Ottesen                 | Åshild Ottesen                      | Miss Universe 1977, Miss World 1977                                               |
| Schweden                | Evonne Wilhelmsson             |                                     |                                                                                   |
| Schweiz                 | Gaby Bosshard                  |                                     |                                                                                   |
| Spanien                 | Guillermina Ruiz-Domenech      | Guillermina Ruiz Doménech           | Miss World 1977: Semifinale, Miss Universe 1978: Platz 3                          |

## Wettbewerb des „Comité Officiel et International Miss Europe“
Seit 1951 gab es einen rivalisierenden europäischen Wettbewerb, durchgeführt vom Comité Officiel et International Miss Europe. Dies wurde 1950 von Jean Raibaut in Paris gegründet, der Sitz später nach Marseille verlegt. Die Siegerinnen trugen unterschiedliche Titel wie Miss Europa, Miss Europe oder auch Miss Europe International.
Er fand am 11. September 1978 im norditalienischen Reggio nell’Emilia statt. Es gab 22 Bewerberinnen.
Platzierungen
- 1.  Holland: Barbara-Ann Neefs; auch Teilnahme an der Miss World 1975[6]
- 2.  Norwegen: Helene Hornfeldt
- 3.  Türkei: Nazaan Saatci / Nazan Saatçi

Weitere Teilnehmerinnen
- Andorra:  Marlene Sanchez
- Belgien: Christine Oset
- Dänemark: Christina Petersen
- Deutschland: Simone Gorczak
- England: Robina Sharpe
- Finnland: Anne Marite Erkkila
- Frankreich: Danielle Borchio
- Griechenland: Fani Griba
- Irland: Janet Gilbey
- Italien: ?
- Jugoslawien: Milena Omerzu
- Malta: Marika Spiteri
- Monaco: Sylvie Parera
- Österreich: Monique DeHavilland
- Polen: Vokosava Andielkovic
- Schottland: Joanna Woolger
- Schweden: Katarina Malmros
- Schweiz: Katherina Hasenknopf
- Tschechoslowakei: Helena Henrikssonova